# Millettia mossambicensis
Espèce
Statut de conservation UICN

 LC  : Préoccupation mineure
Millettia mossambicensis est une espèce de plantes à fleurs de la famille des Fabaceae.

## Publication originale
- Kew Bulletin 15(1): 23–24. 1961.